# Arróniz
Arróniz è un comune spagnolo di 1 130 abitanti situato nella comunità autonoma della Navarra.